# Jorge Márquez
Jorge Márquez Díaz (Sevilla, 23 de abril de 1958) es un escritor, dramaturgo y director teatral español. No debe confundirse con su contemporáneo, el politólogo mexicano Jorge Márquez (1973-).

## Biografía
Aunque nacido en Sevilla, ha desarrollado la mayor parte de su vida en Extremadura. Desde los quince años trabaja en el mundo del teatro y estrenó su primera pieza en mayo de 1975. Realizó estudios de Medicina en la Universidad de Extremadura en Badajoz, pero los abandonó en 1976 coincidiendo con el estreno de su primera obra, Ve, piensa y dime. Ha sido crítico teatral, conferenciante, director de escena, miembro de distintos jurados de teatro y narrativa, miembro del Consejo de lectura de la Editora Regional de Extremadura, miembro del Consejo de Teatro de la Junta de Extremadura y director de la XII Semana de Teatro de Extremadura (1987). Dirigió el Festival Internacional de Teatro Clásico de Mérida entre 2000 y 2005 y reside en Badajoz. Colaboró con la dirección artística del teatro López de Ayala de Badajoz y ha publicado una centena larga de artículos en la edición nacional del diario ABC. Actualmente sigue alternando la escritura de narrativa, principalmente novela, con la de obras teatrales y artículos periodísticos.
Ha escrito más de veinte obras teatrales por algunas de las cuales ha recibido premios como el de la SGAE 1994 por La tuerta suerte de Perico Galápago, tragicoña en doce horas y dos escenas de color, en la que introduce el género de la "tragicoña", utilizado luego por algunos dramaturgos y actores, y que Márquez define como «una vuelta de tuerca al género de la tragicomedia hasta que la comedia se desborda más allá de lo aceptable, como lo hace la propia realidad», o el premio Lope de Vega por Cuchillos de papel (2010), que habla «de la decadencia de la sociedad occidental de hoy, que fomenta la ambición de dinero y el estatus del individuo a cualquier precio y a costa de valores como la honradez, la solidaridad, la amistad e incluso la familia y, finalmente, la propia vida». Realizó además adaptaciones de textos de Sófocles, García de la Huerta y Lope de Vega.
También ha escrito ensayo y novelas, de las cuales El claro de los trece perros (1997) recibió el primer premio Ciudad de Salamanca. En ella «despliega una insólita fiesta intelectual combinada con una doliente reflexión sobre la vida en un abismal juego con la realidad y la ficción, la locura y la lucidez, hasta componer un complejo entramado textual de: autores, narradores y receptores de múltiples historias de clara procedencia cervantina». Para el crítico Ángel Basanta, «El claro de los trece perros es una novela impresionante, que satisface muchas expectativas de muy diferentes lectores, desde los más exigentes hasta los que buscan entretenerse con una intriga apasionante, y que hasta llega a influir en nuestra visión del mundo, cualidad sólo atribuible a la gran literatura». En cuanto a Trienios, al profesor de Literatura Española de la Universidad de Extremadura M. Ángel Lama esta novela, que le parece «todo un acontecimiento», le «ha devuelto al enorme escritor que es Jorge, con su prosa reconocible, su humor, su manera de presentar y tratar a sus personajes —unos tiernos, otros feroces, patéticos muchos— [...]».
Según el hispanista Wesley J. Weaver III, su teatro es de tono hiperrealista y sus personajes más recurridos son los marginados y perdedores. Se caracteriza por la experimentación en el estilo y pertenece a una promoción de autores cultivadores del metateatro, como Paloma Pedrero (1957), Ignacio del Moral (1957), Ernesto Caballero (1957) y María Manuela Reina (1958).

## Obras

### Teatro
- Ve, piensa y dime, 1976.
- El espíritu de Buret, 1980.
- Ven a buscarme, Talía, prólogo a la edición de José María Rodero, 1982.
- Juegos de Madrugada, 1983.
- El beso de las mariposas, 1985.
- Títeres de Luna,[14] 1988.
- Hernán Cortés, 1990, prólogo a la edición de Andrés Amorós.
- Mientras que Némesis duerme, 1990, prólogo a la edición de Andrés Amorós.
- El abismo, 1991.
- Figuras sin paisaje, 1991.
- Hazme de la noche un cuento,[15][16][17] 1991.
- Edipo en Colono, adaptación de la tragedia de Sófocles, 1992.
- La viuda valenciana, adaptación de la comedia de Lope de Vega, 1992.
- Raquel, adaptación de la tragedia de Vicente García de la Huerta, 1992.
- Coraggio, mia signora (Premio Constitución de la Junta de Extremadura 1992).
- Fábula inefable de la flauta y el fusil, 1994.
- La tuerta suerte de Perico Galápago [18][19] (Premio Sociedad General de Autores y Editores 1994).
- Sucio amanece, casi una tragedia, prólogo de Ricardo Senabre, 1994.
- Troya siglo XXI, 2002.[20]
- El mecanismo de las flores 2009.
- Cuchillos de papel. En un rincón de la fortuna, premio Lope de Vega 2010.
- Anastasio, media hora para cambiar el mundo, 2015.

### Narrativa
- Sucio amanece, casi una novela, prólogo de Ricardo Senabre, Editora Regional de Extremadura, 1994.
- El claro de los trece perros, Algaida, 1997, premio Ciudad de Salamanca.
- Las parcas,[21][22] Editora Regional de Extremadura, 2002.
- Los agachados,[23] Algaida, 2003.
- Trienios,[24] De la Luna libros, 2016.
- La amistad aplazada,[25][26][27] De la Luna libros, 2025.

### Ensayo
- Fragmentos, Editora Regional de Extremadura, 2003.

## Premios y distinciones
- Premio “Constitución” de Teatro de la Junta de Extremadura en 1992.
- Premio “Sociedad General de Autores y Editores” de Teatro en 1994.
- Premio “Ciudad de Salamanca” de Novela en 1996.
- Premio “Lope de Vega” de Teatro en 2010.